# Kirchenbezirk Niedersachsen-West
| Selbständige Evangelisch-Lutherische Kirche Kirchenbezirk Niedersachsen-West | Selbständige Evangelisch-Lutherische Kirche Kirchenbezirk Niedersachsen-West |
| ---------------------------------------------------------------------------- | ---------------------------------------------------------------------------- |
|                                                                              |                                                                              |
| Basisdaten                                                                   |                                                                              |
| Leitender Geistlicher:                                                       | Superintendent Markus Nietzke                                                |
| Kirche:                                                                      | Selbständige Evangelisch-Lutherische Kirche                                  |
| Kirchenregion:                                                               | West                                                                         |
| Gemeinden:                                                                   | 17 Gemeinden in 10 Pfarrbezirken                                             |
| Anschrift:                                                                   | Lotharstr. 18 29320 Hermannsburg                                             |
| Internetauftritt:                                                            | Superintendentur                                                             |

Der Kirchenbezirk Niedersachsen West ist ein Kirchenbezirk der Selbständigen Evangelisch-Lutherischen Kirche (SELK) und Körperschaft des öffentlichen Rechts.

## Struktur
Dem Kirchenbezirk steht als leitender Geistlicher ein Superintendent vor, der mit dem Kirchenbezirksbeirat die Leitung innehat. Weitere Organe sind die Kirchenbezirkssynode, die jährlich tagt. Eine Kirchengemeinde stellt i. d. R. einen Laienvertreter und den Gemeindepfarrer als Synodale. Neben der Synode ist der Bezirkspfarrkonvent, dem alle Pfarrer im aktiven Dienst mit Sitz und Stimme angehören, Organ des Kirchenbezirks. Der Kirchenbezirk Niedersachsen West erstreckt sich über zahlreiche Landkreise in Niedersachsen und Bremen. Der Kirchenbezirk gehört zur Kirchenregion West der SELK.

## Lutherische Kirchengemeinden
- Pfarrbezirk Bremen / Bremerhaven
- Pfarrbezirk Brunsbrock / Stellenfelde
- Pfarrbezirk Farven / Stade
- Hermannsburg
  - Pfarrbezirk Große Kreuzkirchengemeinde Hermannsburg
  - Pfarrbezirk Kleine Kreuzkirchengemeinde Hermannsburg / St. Johannisgemeinde Bleckmar
- Pfarrbezirk Oldenburg / Hesel
- Pfarrbezirk Soltau
- Pfarrbezirk Sottrum / Sittensen
- Pfarrbezirk Tarmstedt
- Pfarrbezirk Verden (Aller) / Rotenburg (Wümme)

### Kirchengebäude

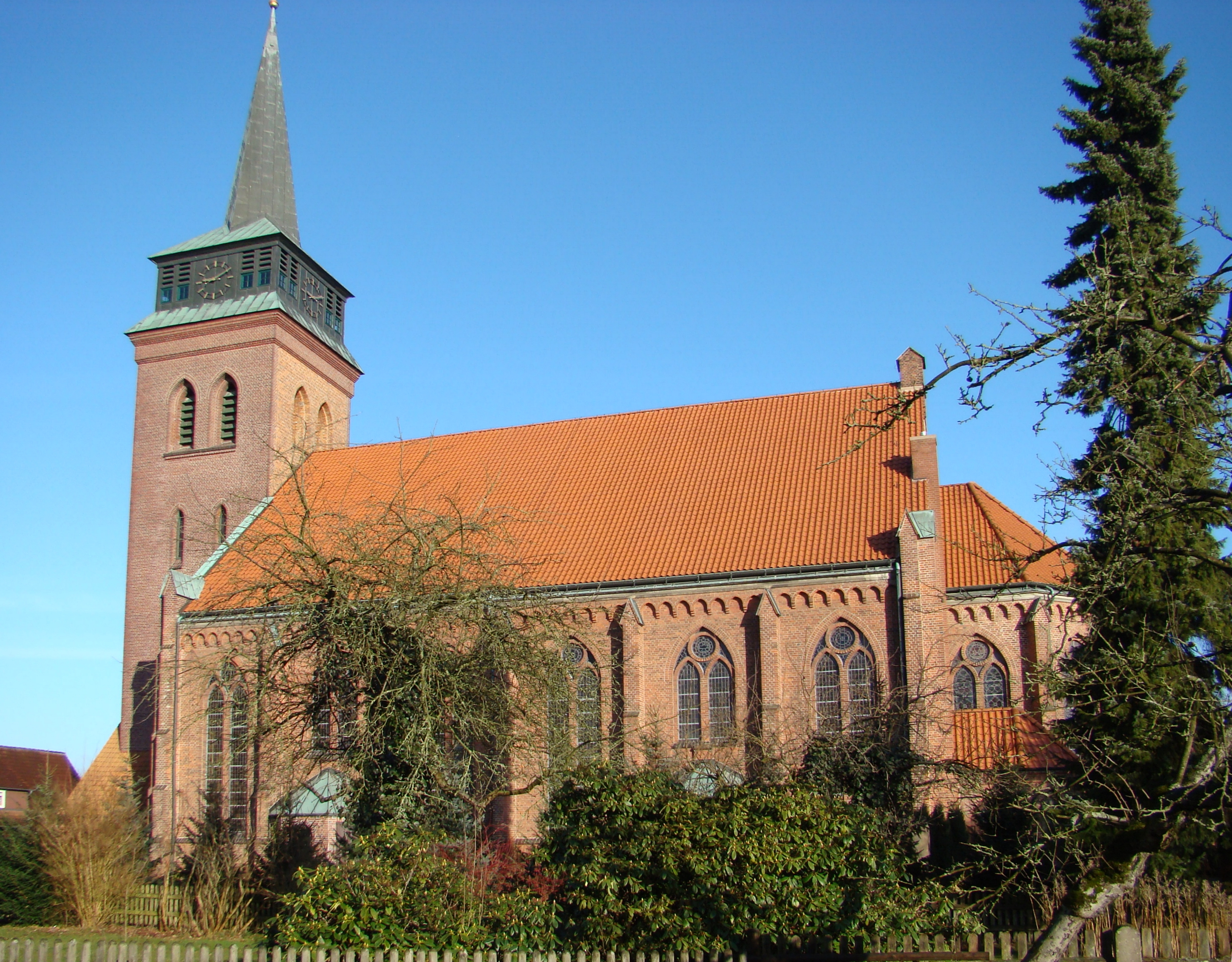
Große Kreuzkirche, Hermannsburg
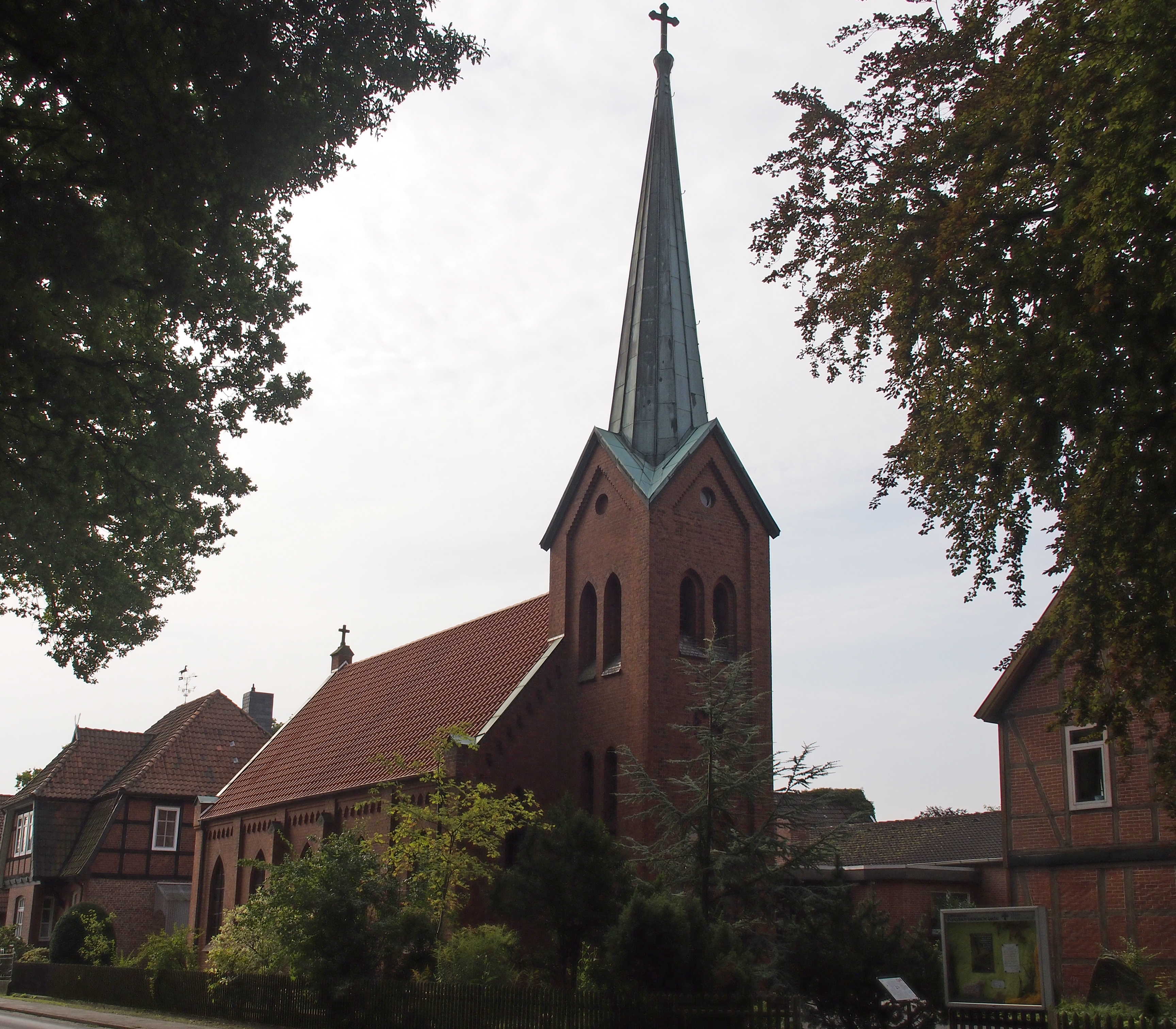
Kleine Kreuzkirche, Hermannsburg
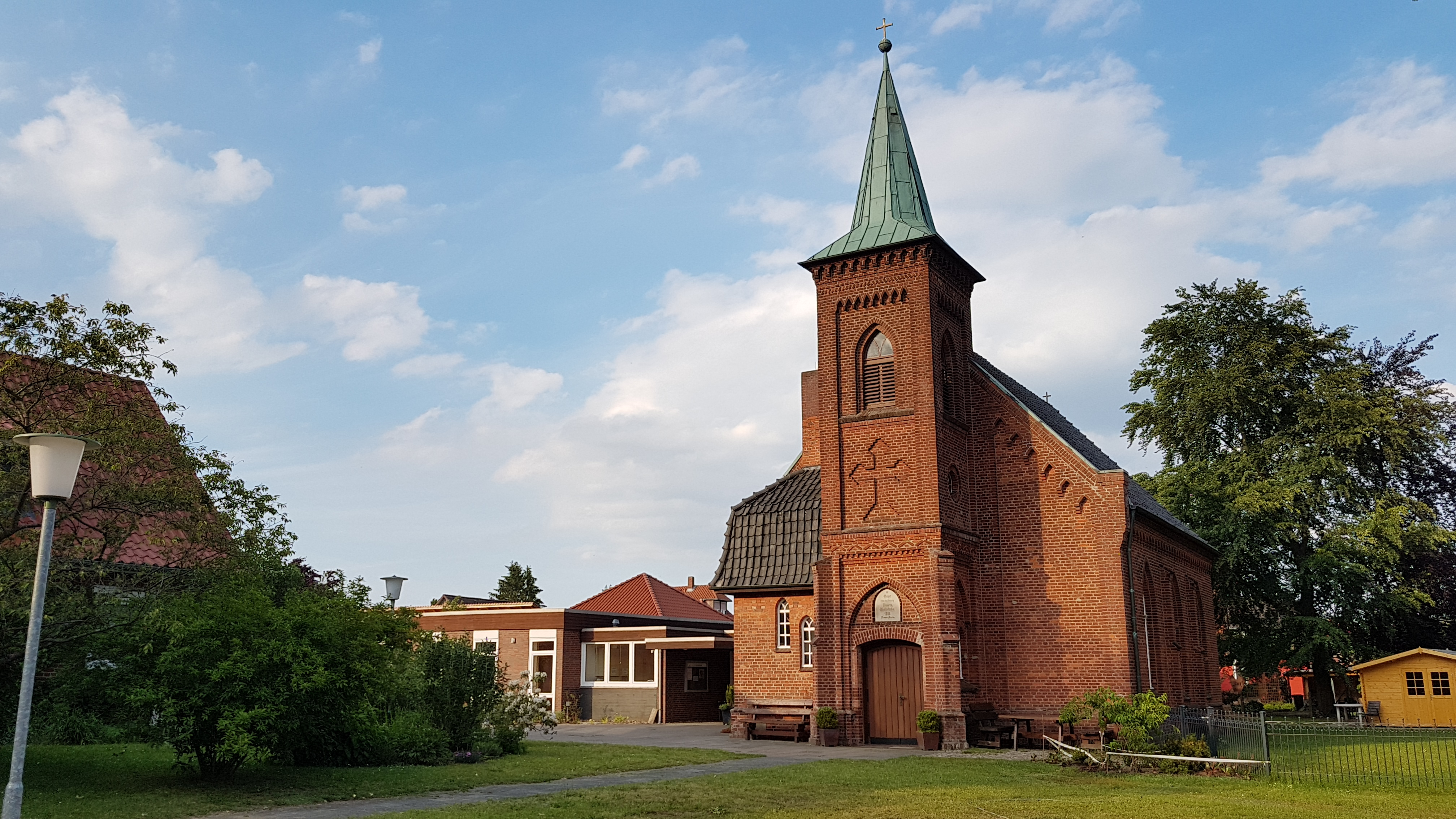
Zionskirche, Soltau
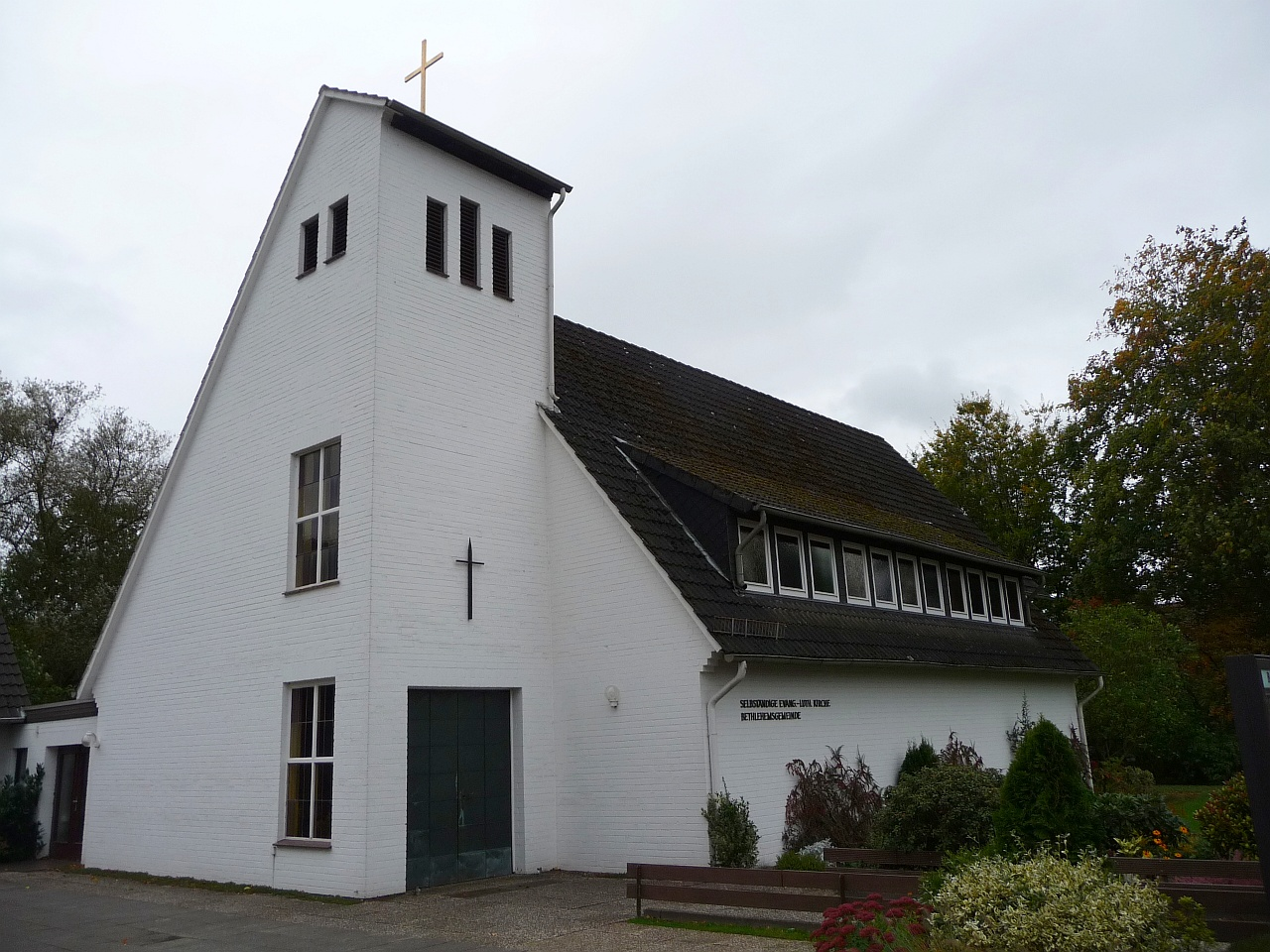
Bethlehemskirche, Bremen
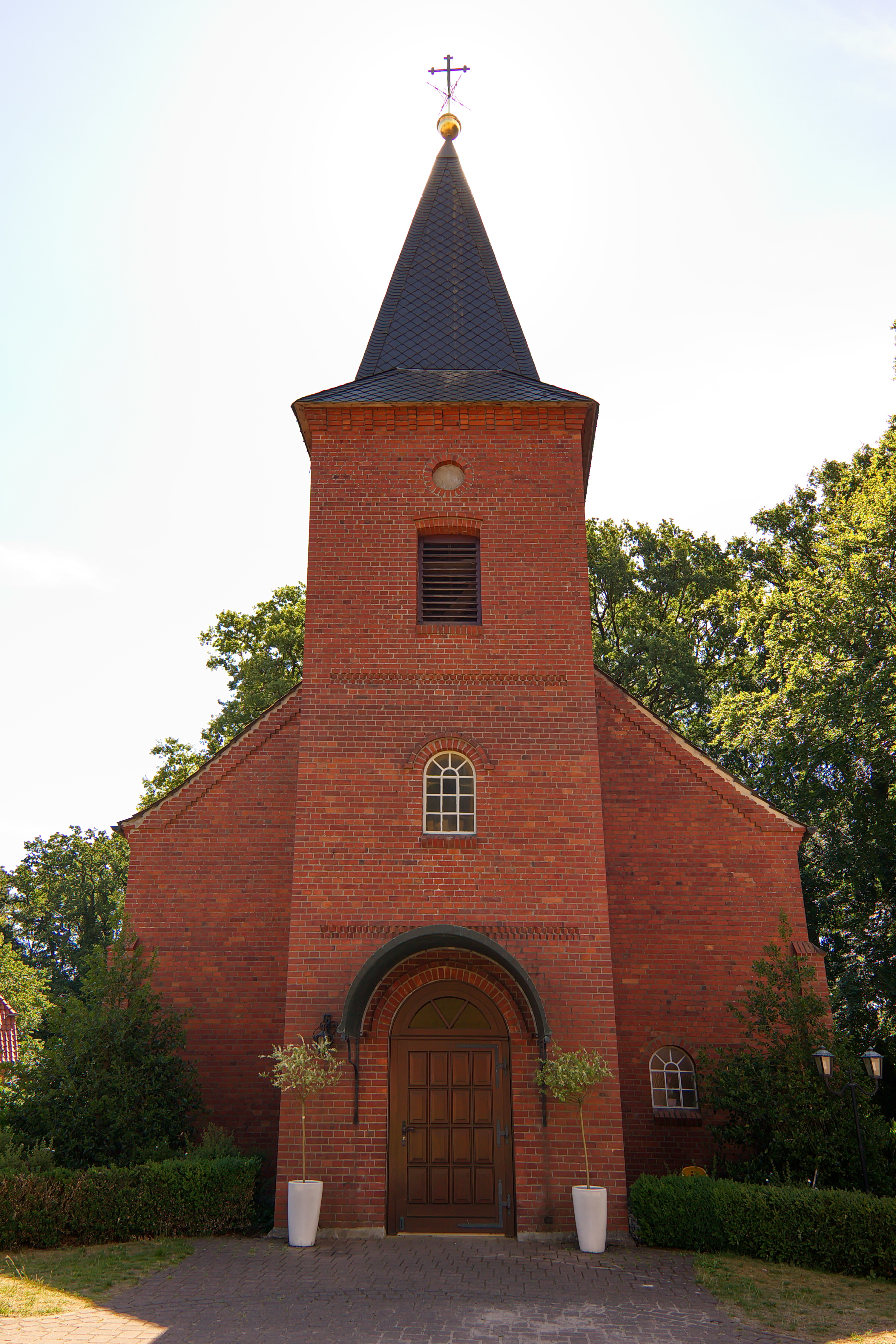
St. Matthäus-Kirche, Brunsbrock
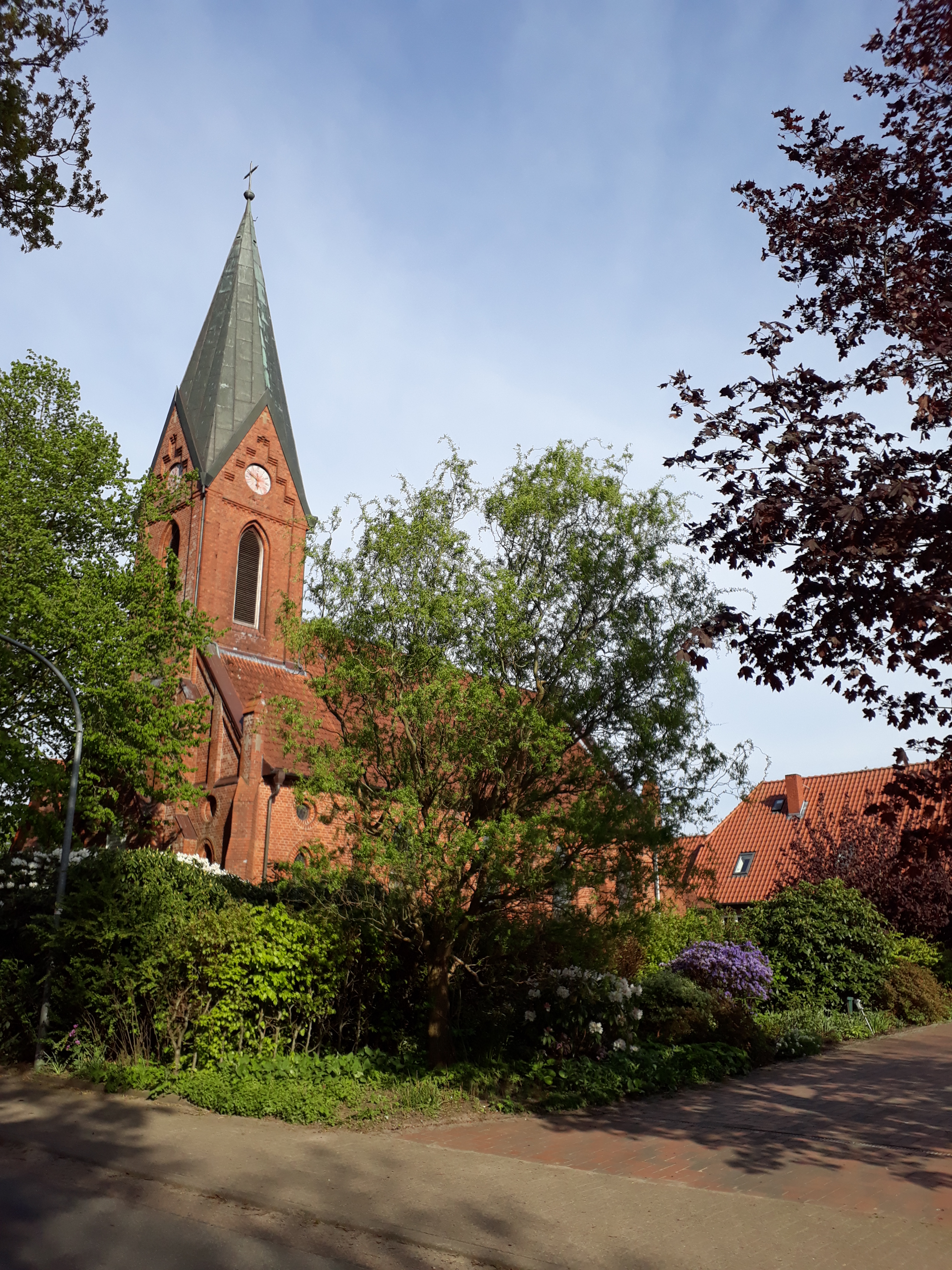
Pellakirche, Farven
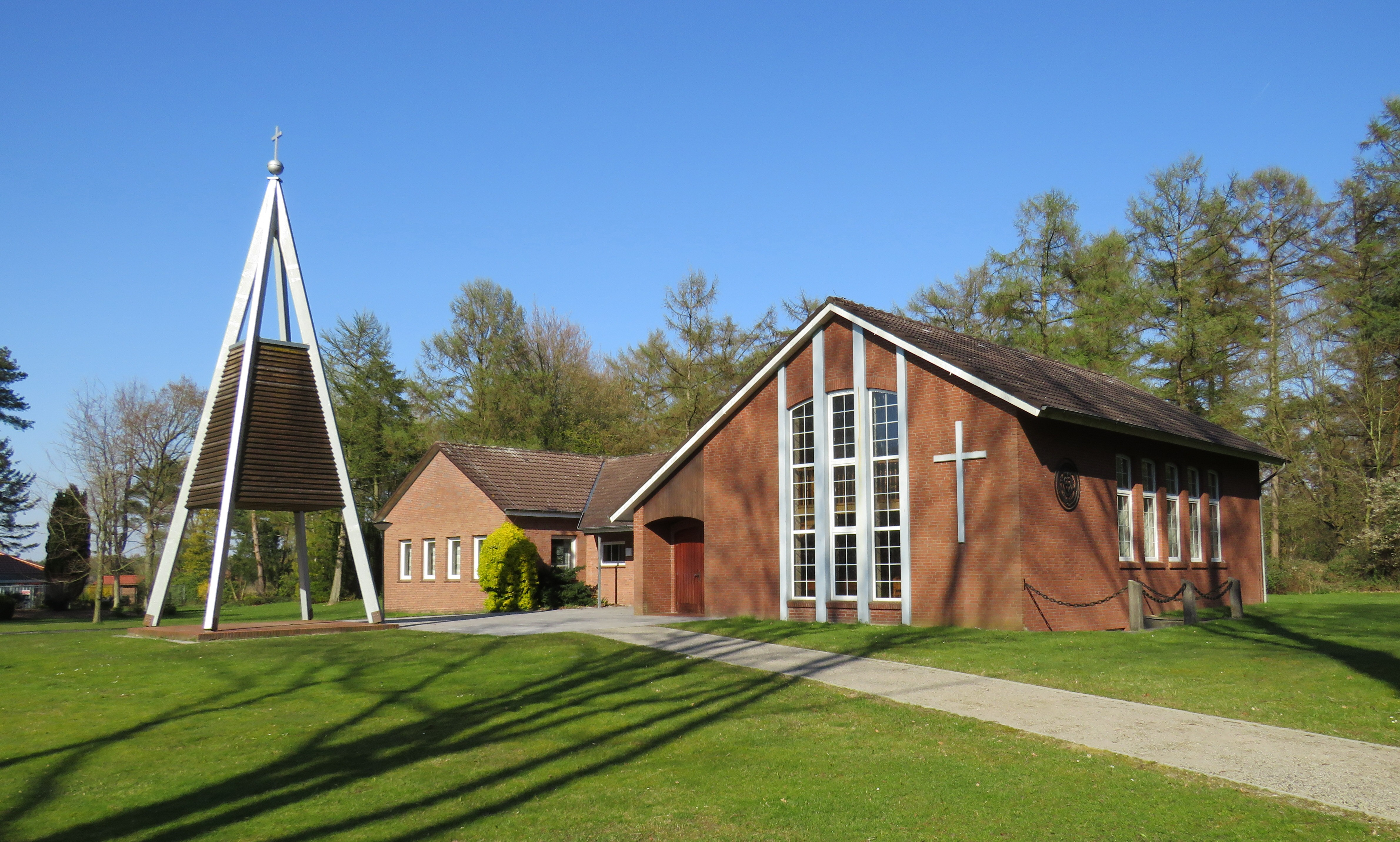
Kreuzkirche, Hesel
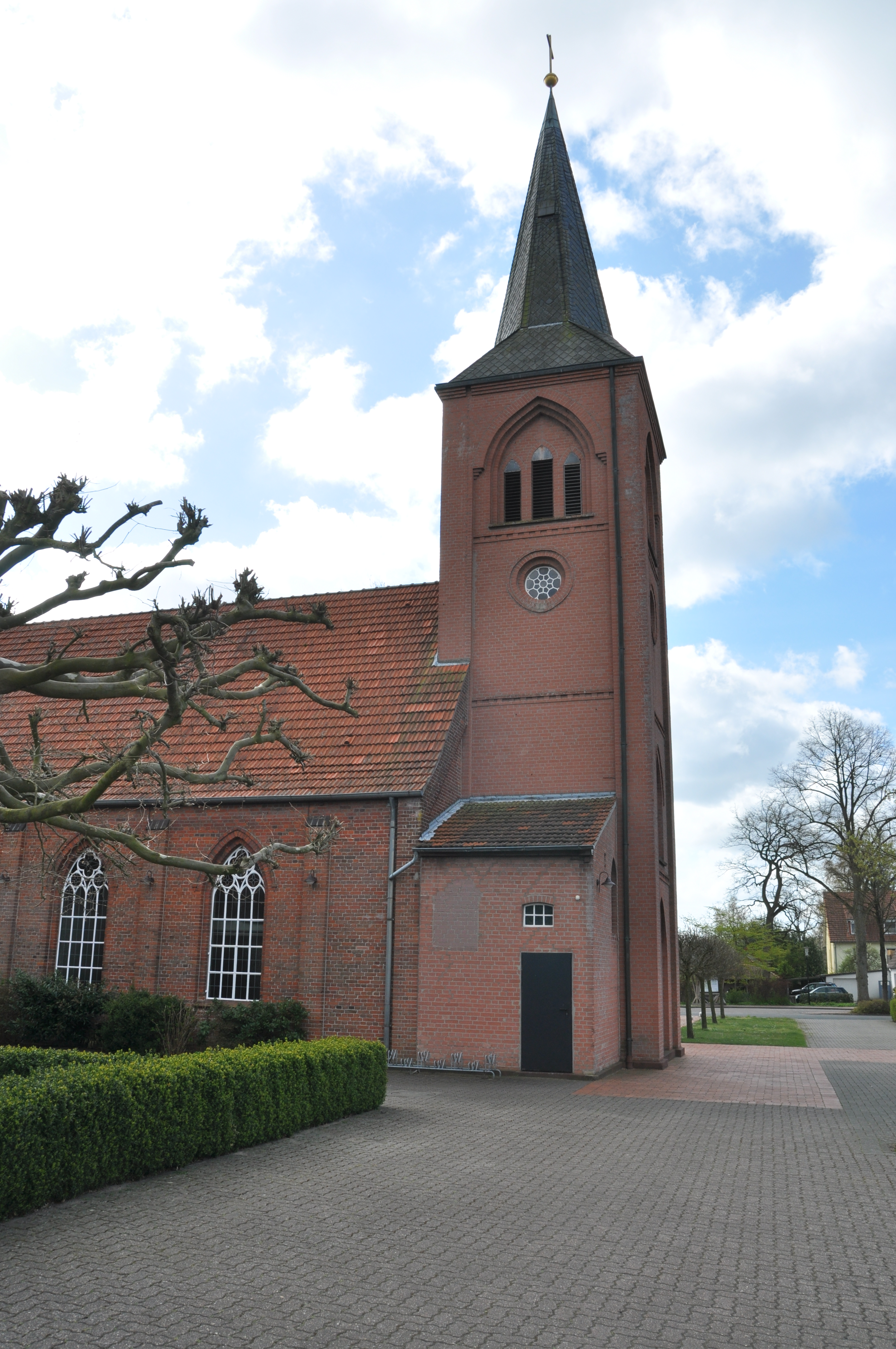
Salemskirche Tarmstedt
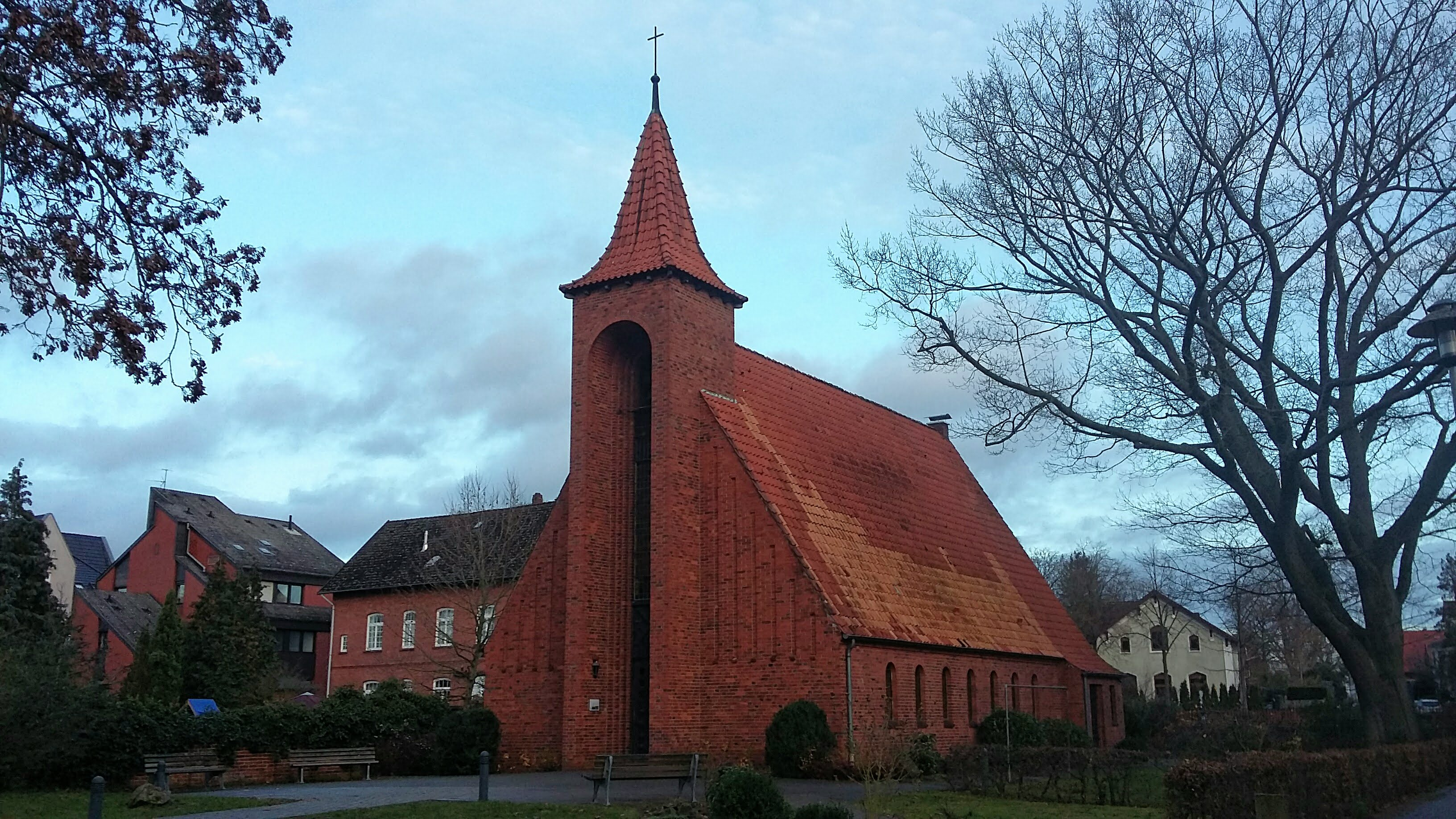
Zionskirche Verden (Aller)

## Superintendentur
Seit 2013 war Pfarrer Peter Rehr, Soltau, Superintendent des Kirchenbezirks Niedersachsen-West der SELK. Die Wahl-Periode endete 2018. Nachfolger war Markus Nietzke, Pfarrer in Hermannsburg und Bleckmar. Im März 2025 wurde Pfarrer Henning Scharff, Soltau, gewählt mit Pfarrer Martin Rothfuchs, Tarmstedt, als Stellvertretung. Die Superintendentur befindet sich immer am Pfarrsitz der Superintendenten.

## Kirchenbezirksbeirat
Der Kirchenbezirksbeirat besteht aus dem Superintendenten, zwei Pfarrern und drei Laien.